# Sei gentiluomini della Riforma dei Cento giorni
I sei gentiluomini della Riforma dei Cento Giorni (in cinese: 戊戌六君子) sono un gruppo di sei intellettuali cinesi che l'imperatrice Cixi fece arrestare e giustiziare per via del loro tentativo di applicare la riforma dei cento giorni. 

## Storia
Il principale esponente di questo gruppo politico fu Tan Sitong, le cui parole dopo l'arresto, ovvero che la Cina non si sarebbe mai stata in grado di rinnovarsi finché non ci fossero stati uomini pronti a morire per lei, vennero ricordate da numerose generazioni dopo la sua morte. Tra gli altri membri si annoverano Kang Guangren, fratello di Kang Youwei promotore politico della Riforma durante il regno dell'imperatore Guangxu, Liang Qichao, Lin Xu, Yang Shenxiu e Yang Rui.

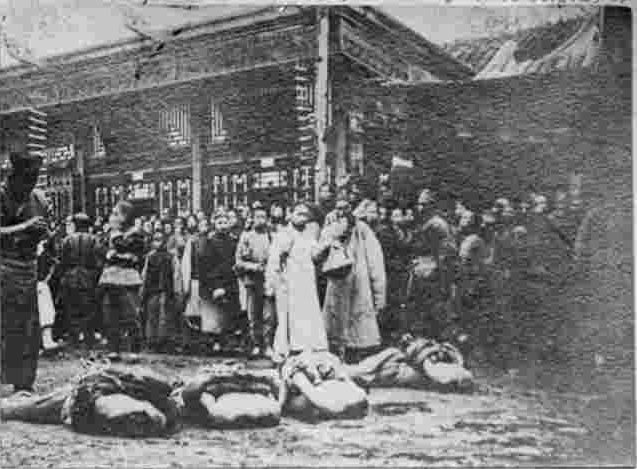
Corpi decapitati sulla piazza di Caishikou, la stessa dove vennero giustiziati i "sei gentiluomini".

Il 21 settembre 1898, con la crescente intolleranza nei confronti della riforma dei cento giorni dell'imperatore Guangxu, Cixi e Ronglu attuarono con successo un colpo di Stato in cui venne deposto l'imperatore e il governo passò nelle mani di Cixi e i sei politici che avevano influenzato la politica del deposto sovrano vennero arrestati. La tradizione vuole che la prima fautrice di questi arresti fu la stessa Cixi, ma alcuni resoconti affermano che una fazione conservatrice presente a corte avrebbe minacciato l'imperatrice per la presenza di un esercito composto da cinesi musulmani vicino a Pechino. I sei vennero processati il 28 settembre e furono decapitati presso la piazza di Caishikou nel seguente ordine: Kang Guangren, Yang Shenxiu, Yang Rui, Lin Xu, Tan Sitong, e Liu Guangdi.